# 卡農伯里站
卡農伯里站（英語：Canonbury railway station）是倫敦的一個火車站，位於倫敦北部伊斯靈頓區。卡農伯里站是倫敦地上鐵北倫敦線和東倫敦線的車站，位於倫雜第2收費區。車站開通於1858年。

## 外部連結
- Excel file displaying National Rail station usage information for 2005/06（页面存档备份，存于）